# Alliance de la victoire
L'Alliance de la Victoire (arabe : ائتلاف النصر (iʾtilāf al-naṣr)) est un groupe politique irakien démocratique musulman établi par l'ancien Premier ministre irakien Haider al-Abadi au Conseil des Représentants d'Irak,.

## Histoire
Le groupe a été fondé le 14 décembre 2017 par l'ancien premier ministre Haïder al-Abadi. Le 15 janvier 2018, l'Alliance de la reconquête s'est retirée du groupe à la suite d'une affaire de corruption.